# 吉再
吉 再（キル・ジェ、길재、1353年) - 1419年）は、高麗末期の文臣。字は再父。号は冶隠、金烏山人、諡号は文節公。本貫は海平吉氏。

## 人物

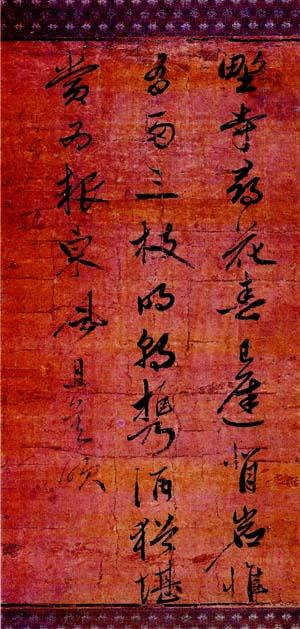
吉再の書

李穡（牧隠）、鄭夢周（圃隠）、権近の門人で朱子学を修め、前二者と並び「三隠」と称された。成均館博士となり教育に専心し、門下注書に至ったが、老母の奉養のため致仕し、帰郷した。李朝成立後は、再三の招命を固辞し、慶尚道善山で後進の指導にあたった。門人の金叔滋から金宗直、金宏弼、趙光祖につながる士林派の学統が成立した。著書に「冶隠集」がある。
李朝時代の清廉潔白な官吏として「淸白吏」218人のうちの一人に選ばれている。